# Вороняче (озеро)
Вороняче [джерело?] (фр. Lac des Corbeaux) — льодовикове озеро площею 9 га, розташоване на висоті 887 м в місті Ла-Бресс, у Вогезах.

## Географія

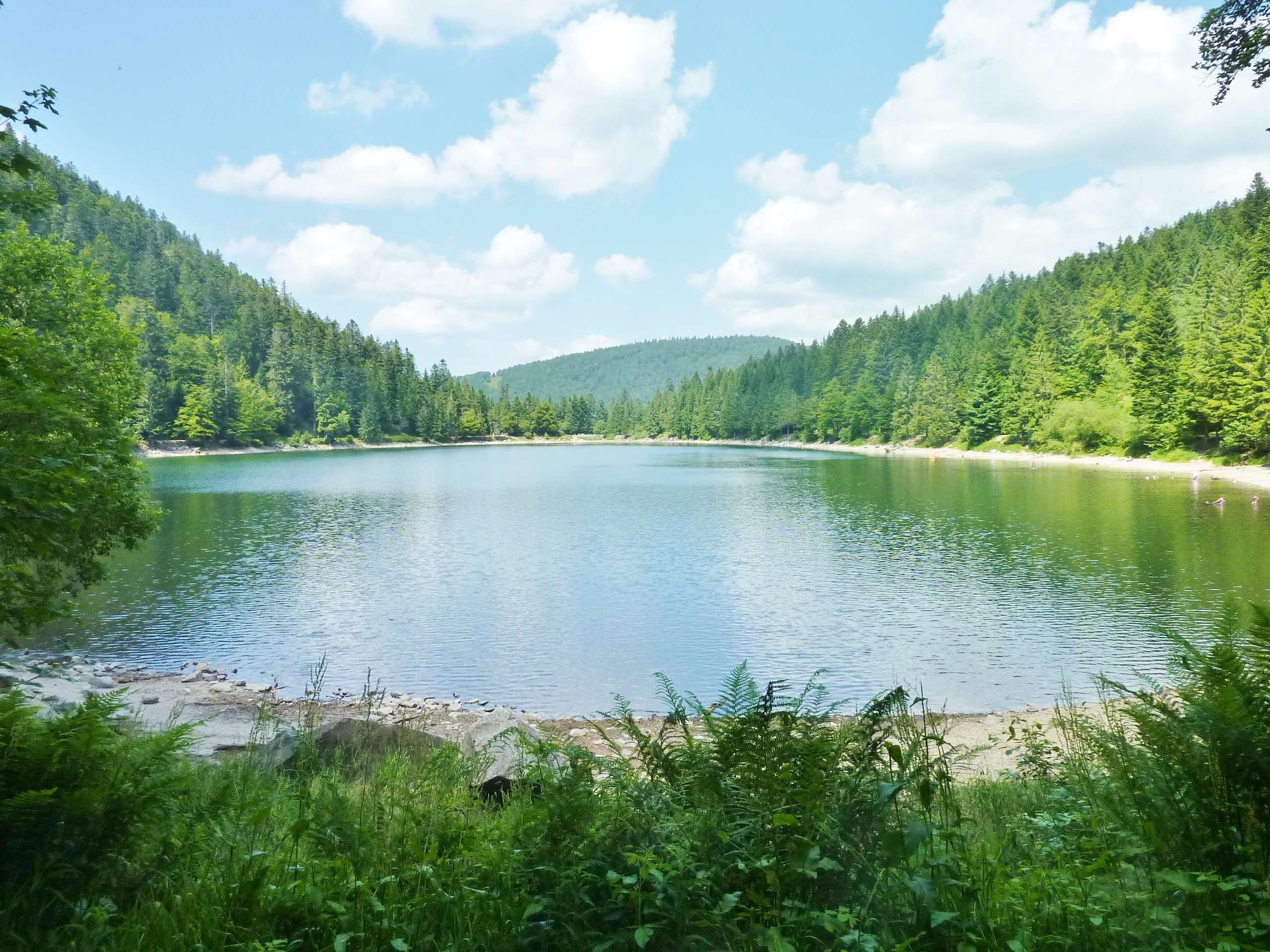
Вид на озеро.

Озеро розташоване за 2 км на південний схід від центру комуни Ла-Бресс. При довжині 600 м і ширині 200 м, його глибина 27 м. Його максимальний об’єм води становить 420 000 м³. Воно живить гідроелектростанцію, яка є частиною електростанцій муніципальної ради з електроенергії Ла-Бресса, яка постачає електроенергію місту.